# トラヤヌス浴場
トラヤヌス浴場（ラテン語: Thermae Traiani）は、古代ローマの公衆浴場を中心とした複合施設で、紀元104年に着工し、109年7月の朔日にオープンした。トラヤヌス帝の命で、当時の市街地の郊外だったオッピウスの丘の南の斜面に建設されたが、セルウィウス城壁の内側である。設計者はダマスカスのアポロドーロスとされている。娯楽施設および集会所としても機能し、ローマ市民向けの男女両用の公衆浴場として5世紀初頭まで使われた。537年、ゴート族がローマを包囲し、ローマ水道を破壊したために公衆浴場は使えなくなり、廃棄された。

## 所在地
この浴場が建設されたオッピウスの丘の位置には、それ以前にネロの豪華な宮殿（ドムス・アウレア）があった。ネロの自殺後、後の皇帝ウェスパシアヌス、ティトゥス、ドミティアヌスが宮殿跡に次々と全く異なる建築物を建てていった。最後に残っていた部分を覆い隠すように、トラヤヌスが浴場を建設させた。その後ローマ帝国各地にトラヤヌス浴場を手本として公衆浴場が建設されており、帝政前期のローマ建築の代表例とされている。

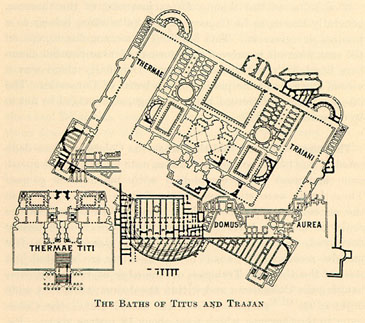
トラヤヌス浴場の平面図。北東から南西の方角に向いている。

トラヤヌス浴場はエスクイリヌスの南のオッピウスの丘にある。ドムス・アウレアの基礎の上に建てられており、330メートル×215メートルの大きさは当時としても広大だった。北西から南東の方角を軸としており、主要な建物は北西の壁面に接している。周辺の建物は南北の軸に沿って建てられており、トラヤヌス浴場だけが異質である。なぜこのような向きに建てたのかについて、採光を最大にし、風を防ぐことが目的だったのではないかと言われている。
この複合施設内の建物は緑（草地）に囲まれていた。浴場にはテピダリウム（微温浴室）、カルダリウム（高温浴室）、フリギダリウム（冷浴室）があり、さらにギュムナシオンや脱衣室があった。入浴者が利用する部分以外に、地下に奴隷や浴場の従業員が行き来する通路があった。他にも地下には Sette sale（7つの部屋）と呼ばれる巨大な水槽のある部屋があり、浴場に水を供給していた。この水槽には800万リットルもの水を蓄えることができた。建物の西面や東面にはいくつかエクセドラがあった。1997年の発掘調査で、そのうちの少なくとも1つから巻物や本が保管されていた痕跡が見つかり、一種の図書館として利用されていたことがわかった。

## ローマ市街のフレスコ画
1997年の発掘で、約10メートル四方の巨大なフレスコ画が見つかった。これはローマの城壁内の市街地の鳥瞰図を描いた貴重なもので、浴場の建設以前に存在したと思われる地下回廊にあり、ネロのドムス・アウレアよりも後のものである。理想化した絵なのか、実際の当時のローマ市街を忠実に描いたものなのかはまだ判明していない。